# Giuseppe Astone
Giuseppe Astone (Raccuja, 12 gennaio 1933) è un politico italiano.

## Biografia
Avvocato ed esponente della Democrazia Cristiana. È stato presidente della provincia di Messina, deputato per quattro legislature consecutive, dal 1979 al 1994. Ha ricoperto il ruolo di sottosegretario di Stato alle Poste e Telecomunicazioni nei governi Goria, De Mita, Andreotti VI e VII.